# Période d'Obeïd
Pour les articles homonymes, voir Obeid.

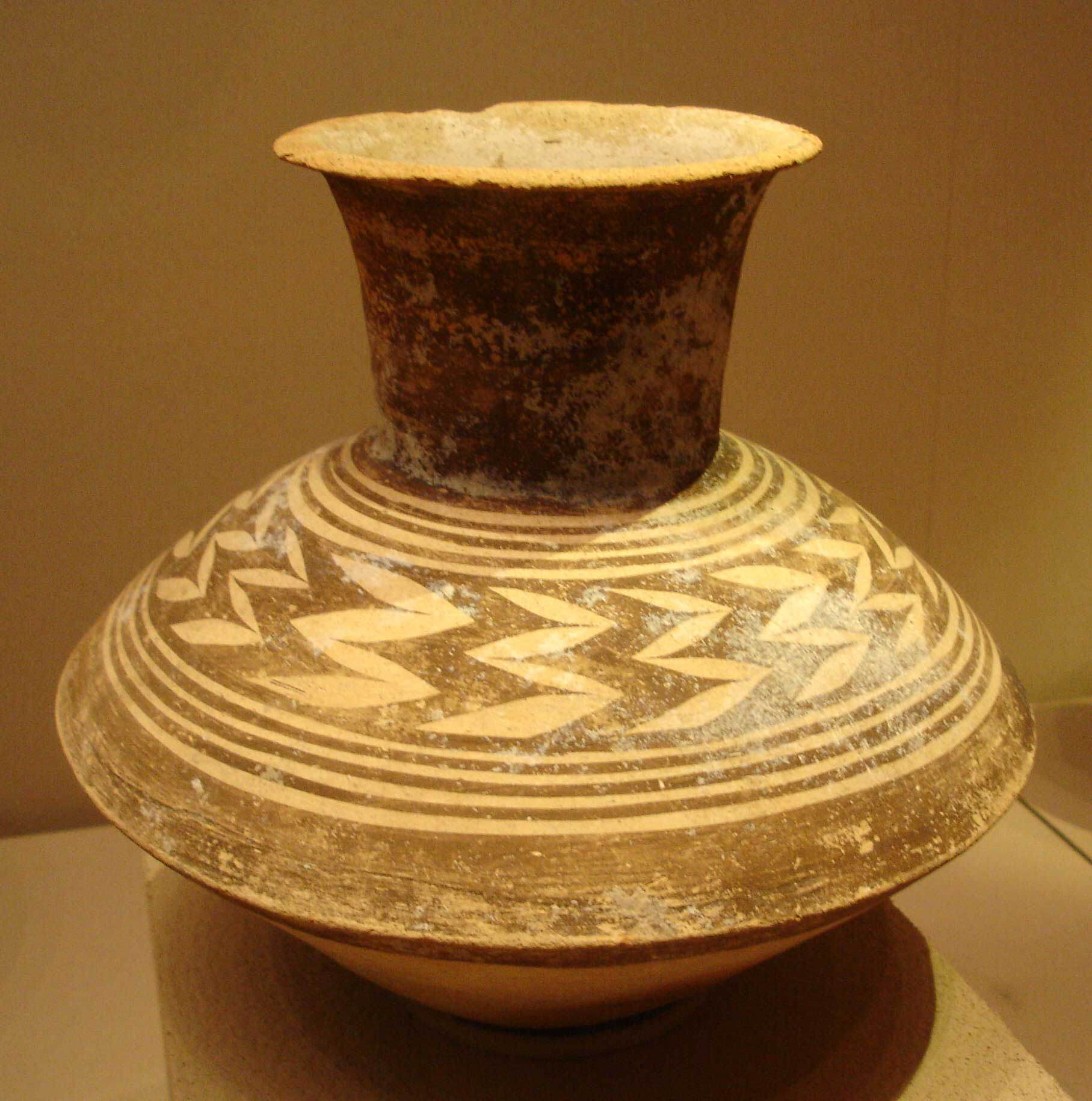
Jarre de la période tardive d'Obeïd IV (Museum of Fine Arts, Boston).

La période d'Obeïd est une étape protohistorique du développement de la Mésopotamie qui va d'environ 6500 à 3750 av. J.-C. (du VIIe au Ve millénaire av. J.-C. selon d'autres sources).
Certains sites, comme Halaf et Ninive, sont abandonnés pendant cette période ; d'autres sont incendiés ou réoccupés. La culture d'Obeïd (ville du sud) s'étend sur toute la Mésopotamie. Eridu est le site le plus important (19 niveaux d'occupation) ; les Sumériens en faisaient la résidence terrestre d'Enki, seigneur des eaux et des techniques. On y trouve un cimetière protohistorique et un « palais ». Dix-sept niveaux de temple se superposent, dont les plus profonds étaient de briques crues avec une salle contenant un piédestal, une table d'offrande et une poterie de qualité décorée de motifs géométriques bruns ou rouge foncé sur fond pêche. Ces motifs pourraient être les prémices des premières écritures[réf. souhaitée]. Dans les temples des niveaux supérieurs, la céramique est décorée sur ses deux faces. L'architecture des maisons comporte une terrasse et l'intérieur est compartimenté ; l'extérieur est décoré de niches et redans.
Dans les figurines trouvées à Ur, les « principes » féminins sont très marqués et le visage ébauché avec une indication de chevelure au bitume.

## Une culture méridionale aux origines obscures (v. 6500-5300 av. J.-C.)
La première partie de la période d'Obeid est « une phase formative complexe entre le milieu du VIIe millénaire et 5300, où se cristallise la culture d'Obeid (Obeid 0, 1 et 2) dans un environnement de contacts culturels constants entre Mésopotamie centrale, Susiane, et, dès l'Obeid 1, le golfe Persique » (P. Butterlin). Le nombre très réduit de sites fouillés sur ces périodes limite drastiquement les connaissances sur cette période de plus d'un millénaire. Celles-ci sont fragmentaires, seulement éclairées par endroits et par moments. Mais malgré ces limites plusieurs questionnements importants surgissent de l'analyse de ces données.

### Évolutions de la côte et de l'environnement
La période d'Obeid coïncide avec la période durant laquelle la transgression marine postglaciaire, c'est-à-dire la remontée des eaux consécutive à la fonte des glaces après la fin du dernier âge glaciaire, est la plus rapide. Ce phénomène commence après la fin du dernier maximum glaciaire, vers 16000 av. J.-C. Le golfe Persique était alors totalement à sec, traversé par une paléo-rivière formée par la réunion du Tigre, de l'Euphrate et du Karun, et il commence à être envahi par les eaux marines de l'Océan indien autour de 10000 av. J.-C. Vers 4000 av. J.-C., le tracé du littoral est en gros similaire à sa topographie d'origine et à l'actuelle, même si les rivages ont évolué pour diverses raisons. 
La Basse Mésopotamie est très affectée par cette remontée des eaux marines. Selon les propositions de P. Sanlaville, vers 6000 av. J.-C. le niveau marin est de 20 mètres inférieur au niveau actuel, puis vers 4000 à 3000 av. J.-C. il est de 2 mètres supérieur au niveau actuel. Le trait de cote remonte alors plus haut que de nos jours, jusqu'aux villes actuelles de Nasiriya, Amara et Ahwaz. Les villes antiques d'Eridu et d'Ur étaient alors situées sur le littoral. Par la suite la terre progresse avec l'apport de limons charriés par les fleuves qui se déversent dans le Golfe, repoussant le trait de cote vers le sud. 
J. Pournelle propose un rythme sensiblement similaire et insiste également sur les conséquences des évolutions quant à la constitution des zones marécageuses qui caractérisent la zone de rencontre des fleuves et du Golfe. Le niveau actuel de côte est atteint autour de 6150 av. J.-C., la remontée ralentit ensuite, ce qui se traduit notamment par l'extension des marécages par l'action des fleuves. Puis la remontée accélère à nouveau, autour d'un demi-mètre par siècle, sur la période d'environ 5450 à 4550 av. J.-C., recouvrant les anciens marécages, jusqu'à Ur.
Ainsi que le résume J. Oates, au début de l'époque d'Obeid « le sud de la Mésopotamie semble avoir été une mosaïque mouvante de marécages entrecoupés et de paysages plus arides. Il paraît certain qu'il a existé ici un paysage généralement comparable à celui des Arabes des Marais récents. »
À cela s'ajoute le fait que la période d'Obeid se situe à la fin de l'optimum climatique du début de l'Holocène. Le climat de la région semble avoir été plus humide que de nos jours, la mousson estivale remontant plus au nord. Les températures estivales sont alors plus chaudes de 2 à 4°C que de nos jours, et celles d'hiver plus fraiches de 2 à 4°C. La période de pluies est plus longue qu'à l'heure actuelle, débutant plus tôt en automne et finissant plus tard au printemps, accroissant l'importance des espaces humides et la luxuriance de leur végétation. Les conditions actuelles se mettent en place progressivement, par une aridification progressive du climat.

### La question des débuts de l'occupation sédentaire
En l'état actuel des connaissances, le site archéologique le plus ancien connu pour la Basse Mésopotamie est Tell el-Oueili, dont la phase la plus ancienne date environ de la période 6500-6000 av. J.-C., ce qui coïncide avec le début du Néolithique céramique dans les régions voisines (Haute Mésopotamie et Syrie, Iran). Le fait qu'aucun site antérieur n'ait été trouvé ne signifie pas que l'occupation de la région ait commencé à cette période. Déjà, de l'avis du fouilleur d'Oueili, J.-L. Huot, le niveau le plus ancien qui y a été fouillé n'est pas la première occupation du site, qui n'a pas pu être atteinte car elle est sous la nappe phréatique. Ensuite, des explications géomorphologiques peuvent être avancées pour expliquer la difficulté à repérer des sites préhistoriques dans le Sud mésopotamien, en plus de la présence de la nappe phréatique, notamment le fait que les alluvions déposées par la suite par les fleuves ont souvent recouvert les niveaux de ces périodes, les rendant donc difficiles à repérer et explorer par les archéologues. Cela implique que les prospections archéologiques menées dans plusieurs parties de la Basse Mésopotamie avant 1990, qui ont généralement conclu à une faible occupation à l'Obeid, ne sont pas fiables pour cette période. Au surplus cela peut refléter tout simplement le retard de la recherche sur ces périodes. De plus, bien des sites occupés dès l'Obeid ont eu des phases d'occupation postérieures recouvrant les niveaux de ces périodes, qui ne peuvent souvent être approchés que par des sondages (Ur, Uruk, Eridu), avant tout par la céramique, d'où l'intérêt des fouilles de sites sans occupation postérieure tels que Oueili. 
Pour les phases plus anciennes, pré-céramiques, seules les spéculations sont possibles, mais il y avait bien des populations à ces époques dans le voisinage de la Basse Mésopotamie, et probablement aussi dans cette dernière : des silex rappelant les types du Néolithique précéramique B du Levant (donc v. 8500-7000/6400 av. J.-C.) ont été trouvés dans des anciens cours d'eau qui rejoignaient l'Euphrate depuis l'ouest à ces époques mais sont aujourd'hui asséchés et sont situés dans le désert. D'autres parallèles ont été tracés avec les industries lithiques du nord de l'Arabie, qui devaient aussi s'étendre dans les régions du golfe Persique alors à sec, mais en l'état actuel des connaissances il y a peu de traces d'occupations de ces périodes le long du Golfe,.
Il ne faut du reste pas supposer que le profil économique des communautés de Basse Mésopotamie de ces époques repose sur des bases agro-pastorales semblables à celles des autres cultures du Néolithique proche-oriental. Elles ont pu connaître un processus de néolithisation spécifique, notamment parce qu'elles se développent dans un environnement bien différent de celui du reste du Moyen-Orient. Comme vu précédemment les zones marécageuses sont situées au contact des sites de l'époque d'Obeid, et ces espaces humides sont probablement plus importants dans le développement des communautés obeidiennes qu'on ne l'a longtemps pensé. L'opinion traditionnelle, notamment celle issue des travaux de R. McC. Adams, partant de l'aridité de la région durant les époques antiques, a développé un modèle de développement agricole de la Basse Mésopotamie autour de l'agriculture irriguée, de l'élevage ovin et caprin, conjugués à l'exploitation des ressources des marais. Les travaux de J. Oates puis ceux de J. Pournelle ont réévalué la place des zones marécageuses, qui seraient selon elles primordiale durant les dernières phases de la Préhistoire. La plupart des sites obéidiens (notamment les futures cités sumériennes Eridu, Uruk, Larsa, Umma, Girsu, Lagash, Nina) auraient été établis de préférence sur des buttes constituées au Pléistocène, qui surplombent la plaine, extrêmement plate dans ces régions (elles ont été identifiées par l'analyse de l'imagerie satellite ; Pournelle les désigne comme des « dos de tortue », turtleback, en raison de leur forme vue du ciel). Elles constituent ainsi des sortes d'« îles » au milieu des marécages, tenant leurs habitants à l'abri des crues et des marées,. 
Ces espaces marécageux devaient se caractériser par « des peuplements épais et hauts d'herbes aquatiques, de papyrus, de lotus et de roseaux (...) dans les zones les plus marécageuses, et des saules, des peupliers, des aulnes et des tamaris (...) le long des rivières dans des régions moins marécageuses. Cet environnement aurait été attrayant pour les populations de cerfs, de sangliers, d'oiseaux et de diverses espèces aquatiques. » Leur exploitation aurait alors joué un rôle primordial dans l'économie de la période, avec notamment une grande importance de la pêche dans l'alimentation et du travail des roseaux (vannerie) dans l'artisanat. Néanmoins les fouilles de Tell el-Oueili ont mis en avant l'existence d'une agriculture céréalière irriguée dès les phases anciennes de l'époque d'Obeid, avec un élevage domestique. En l'état actuel des connaissances, il n'est pas possible de déterminer qui de la céréaliculture et de l'exploitation des marais prévalait.

### Les premières phases de l'Obeid en Basse Mésopotamie
Le plus ancien site connu en Basse Mésopotamie est Tell el-Oueili, fouillé par des équipes françaises de 1976 à 1989. Son niveau le plus ancien a révélé une phase culturelle inconnue jusqu'alors, qui a été nommée Obeid 0, ou bien période d'Oueili. Elle est datée approximativement de 6500 à 6000 av. J.-C. Il ne s'agit manifestement pas du niveau originel du site, et du reste le profil culturel qu'il présente révèle une culture déjà bien constituée. Du point de vue architectural, le niveau (subdivisé en 3 sous-périodes) a livré des greniers et des maisons à plan tripartite, la plus vaste mesurant 240 m². Les constructions emploient de longues briques semi-moulées (pressées entre deux planches). Peu d'objets ont été trouvés. La céramique, réalisée à la main, a une pâte claire, ornée de formes géométriques simples, peintes de couleur brun sombre. On y cultive le blé et l'orge, on y élève des chèvres, des moutons, des bovins, des cochons. Il y a peu de traces d'échanges avec l'extérieur,.
La phase suivante est l'Obeid 1, ou période d'Eridu (premiers siècles du VIe millénaire av. J.-C., jusqu'à environ 5600). La céramique peinte est plus élaborée qu'auparavant : certes les formes sont simples, mais les décors, toujours des formes géométriques, mais plus complexes, de couleur sombre, souvent noire, exécutés avec plus de maîtrise que par le passé, leur donnant un aspect lustré, et couvrant une grande partie du vase. Le site-type de la période, Eridu (Tell Abu Sharain, niveaux XIX à XV), est une des futures cités sumériennes de premier rang. C'est à l'époque un village construit sur une grande dune, à côté de marais et d'une lagune. L'habitat consiste en des constructions en roseau recouvert d'argile, mais l'usage de la brique intervient rapidement. Un édifice identifié comme un temple est construit à l'ouest du site, certes de petite dimension, mais initiant une séquence de constructions qui s'étale jusqu'à la fin de l'Antiquité mésopotamienne,. À Oueili cette phase est peu attestée, elle comprend des greniers, plus petits que ceux de la phase antérieure, et une grande maison de 150 m², donc une architecture plus vaste et élaborée que celle d'Eridu à la même époque,.
L'Obeid 2, est également nommé phase de Haggi Muhammad (v. 5600-5300), du nom du site fouillé par des équipes allemandes en 1937 où il a été identifié. Cette phase est aussi connue sur un autre site méridional brièvement fouillé, Ras al Amiya, en plus d'Oueili et Eridu,. Sur ce dernier site, les temples qui sont construits à cette période (niveaux XI à VIII) ont un plan plus complexe que par le passé. La céramique peinte poursuit la tradition antérieure, accentuant la densité du décor.
En fin de compte, les connaissances sur les premières phases de la période d'Obeid en Basse Mésopotamie restent limitées. En particulier, aucune tombe de ces époques n'est connue. Les trouvailles indiquent la présence de petites communautés agricoles, peu marquées par les inégalités, héritières de phases antérieures qui nous échappent complètement.

### Les liens avec les cultures voisines
La culture voisinant celle de l'Obeid ancien au nord est la culture de Samarra, dont la phase ancienne est datée des environs de 6200 av. J.-C. et perdure jusqu'à environ 5700 av. J.-C. en Mésopotamie centrale (donc dans la partie nord de la plaine alluviale mésopotamienne) avant de se développer plus au nord. Elle est avant tout connue par deux sites, Tell es-Sawwan et Choga Mami. Cette phase est caractérisée par une remarquable céramique fine peinte, dérivant de traditions nord-mésopotamiennes plus anciennes (culture de Hassuna). Son architecture consiste en des constructions résidentielles et « publiques » de plan tripartite faites de briques en forme de cigares. Les sépultures révèlent une différenciation sociale. L'usage des sceaux témoigne aussi d'une forme d'organisation complexe. De la céramique de Samarra se retrouve plus à l'ouest en Syrie, et aussi en Iran occidental, ainsi qu'à Oueili,.
Avant les fouilles d'Oueili et la révélation de l'Obeid 0, il était envisagé que la culture d'Obeid dérivait de celle de Samarra, qui précède la phase Obeid 1. La nouvelle découverte a incité à abandonner cette hypothèse, sans laisser la place à une explication satisfaisante faute de documentation. Il est en tout cas manifeste que les deux cultures présentent des liens. Les fouilles d'Oueili ont révélé plusieurs similitudes avec ce qui a été identifié à Tell es-Sawwan et à Choga Mami, en particulier la présence d'une architecture tripartite, en plus de l'agriculture irriguée, des ornements et une figurine semblable à des trouvailles faites pour la culture de Samarra. 
Plus au nord encore se développe également dans les derniers siècles du VIIe millénaire av. J.-C. une nouvelle culture, la culture de Halaf, qui dans la période allant d'environ 5900 à 5300 av. J.-C. s'étend de l'Anatolie du sud-est à la Mésopotamie centrale. Elle développe une céramique fine polychrome de grande qualité, et se caractérise par ses constructions circulaires (tholoi), des figurines en terre cuite peintes ;  et semble avoir été la première à faire un usage extensif des sceaux. Son influence atteint la Mésopotamie centrale et l'Iran occidental, où elle rencontre l'Obeid,.
Les relations nouées par les populations de l'Obeid 2 avec leurs voisins se voient, comme évoqué plus haut, par la diffusion de la céramique obéidienne. On la retrouve en Mésopotamie centrale dans les traditions Samarra tardives marquées par l'influence du Halaf, dans les piémonts du Zagros sur les sites caractérisés par la céramique dite Choga Mami Transitional (Choga Mami, Chogha Sefid), en Susiane, ainsi que sur des sites du golfe Persique. Au Koweït, le site H3 de Ras as Sabiyah a livré une céramique de type Haggi Muhammad/Obeid 2 (et/ou 3), le site voisin de Bahrah 1 de la céramique Obeid 2 et 3.

## L'expansion obeidienne (v. 5300-4500/4300 av. J.-C.)
La seconde partie de la période d'Obeid est « celle de la constitution de l'oikouménè obeidienne entre 5300 et 4300 qui embrasse un espace plus large et pose des problèmes distincts, c'est la période d'Obeid 3 et 4 dans les divisions ordinairement admises, qui voit l'avènement d'un monde proto-urbain » (P. Butterlin).

### Obeïd III (v. 4500 av. J.-C. - v. 4200 av. J.-C.)
La civilisation d’El Obeïd se répand de la Haute Mésopotamie à la Méditerranée (Ras Shamra) de -5600 à -3750. Elle atteint sa maturité et prend rapidement un caractère d’universalité. D’une part les modèles de céramique obeïdiens sont imités et donnent naissance à des séries que l’on ne peut confondre avec les originaux, d’autre part ce sont des céramiques provenant de l’un des deux grands foyers (Mésopotamie méridionale ou Mésopotamie septentrionale/Hamrin) que l’on retrouve à des centaines de kilomètres. Dans ce cas la céramique a voyagé, soit pour elle-même comme objet d’exportation, soit comme contenant d’un produit exporté. Cette situation sous-entend l’existence d’échanges à assez grande échelle : le développement de la grande architecture, exigeant l’emploi de quantité importante de bois (élargissement des portées au début du IVe millénaire), aurait poussé les Mésopotamiens à s’approvisionner sur les montagnes de la périphérie, la voie d’eau servant de moyen de transport. Sans qu’il soit possible de préciser l’importance de ces échanges, il semble que c’est l’augmentation de leur fréquence, et peut-être la diversification des produits en circulation, qui permettent d’expliquer l’expansion de la culture d’Obeïd. L’essor du nomadisme a dû favoriser ces échanges. La civilisation d’Obeïd n’est pas encore une civilisation urbaine, mais elle a dépassé le stade des premières cultures villageoises très repliées sur elles-mêmes et semble avoir mis en place, à un rythme qui s’est accéléré au cours de la période, les bases de la seconde mutation, celle qui a conduit du village à la cité.
La culture d’El Obeïd III se caractérise par : 
- une architecture monumentale sous la forme du plan tripartite qui connaît plusieurs variantes. Le choix, la diffusion et la longévité de cette formule attestent sa perfection, la qualité des solutions techniques retenues et la conformité du bâtiment à ce qu’en attendait la population. On y a d’abord reconnu des temples, puis des bâtiments communautaires. En fait, la forme n’est pas liée à la fonction et l’on est en présence d’une formule qui peut se prêter à plusieurs usages.
- une architecture courante qui prend des aspects régionaux : petite maisons pluricellulaires à Tepe Gawra, huttes de roseau parfois recouvertes d’argile dans le sud. L’intérieur s’organise autour d’un espace central avec un souci d’esthétique dans la symétrie des volumes.
- un large emploi de l’argile cuite, pour les faucilles par exemple, même lorsque la pierre est présente.
- une céramique qui renouvelle ses formes (apparition de 'bec d’anses' (??) sur les jarres, façonnage de lèvres et de fonds annulaires, bouteilles), sait produire des objets de grande finesse (céramique « coquille d’œuf »), et ajoute au décor peint la technique de l’incision. La céramique est monochrome, noire ou brun foncé, à décor géométrique.
- des rites funéraires nouveaux puisque désormais de véritables cimetières s’étendent hors de l’agglomération.

#### Galerie d'images: objets d'Obeid 3 (5300-4700 BC)

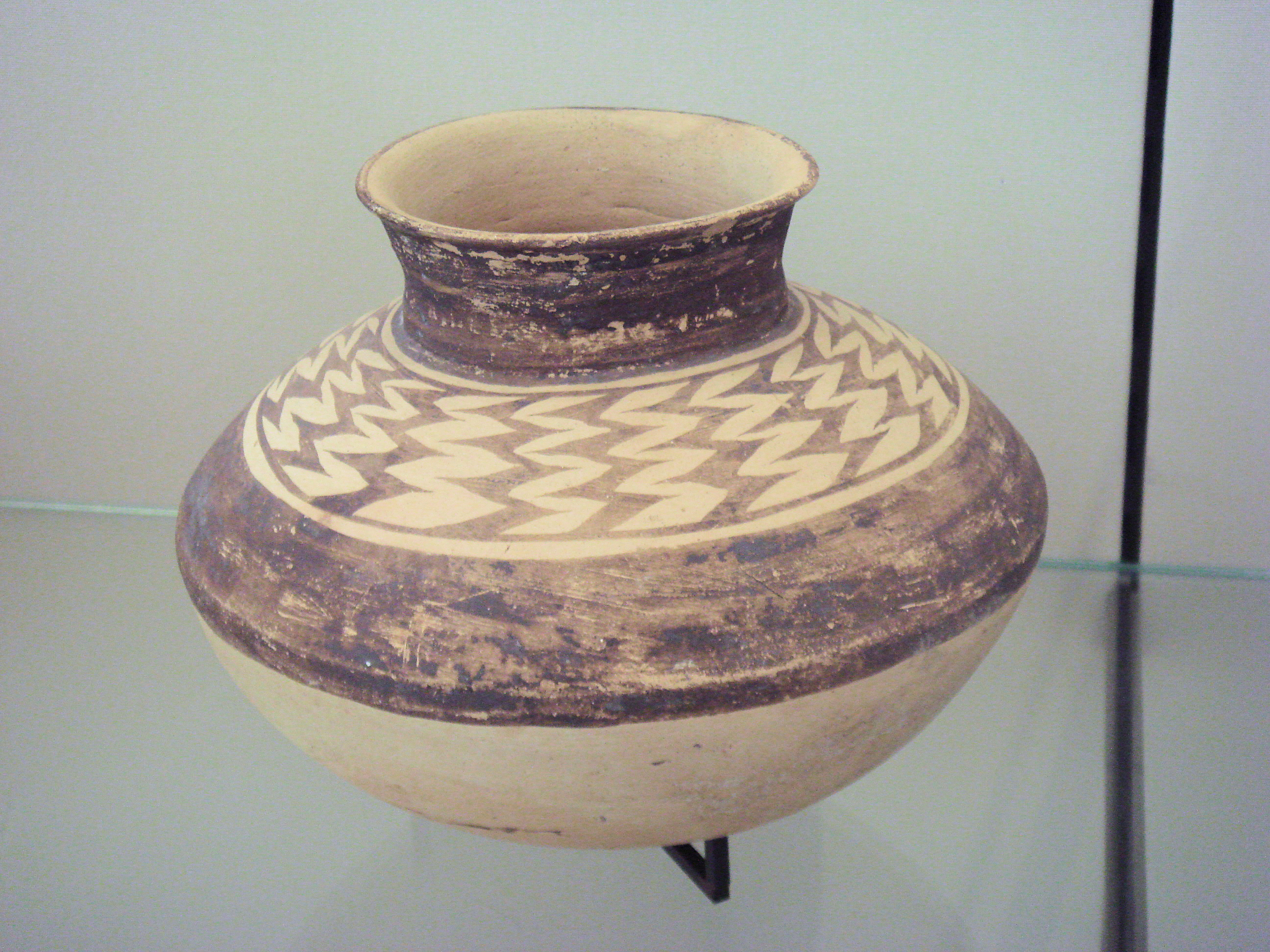
Poterie d'Obeid 3, jarre, 5300-4700 BC, Musée du Louvre, AO 29611[38].
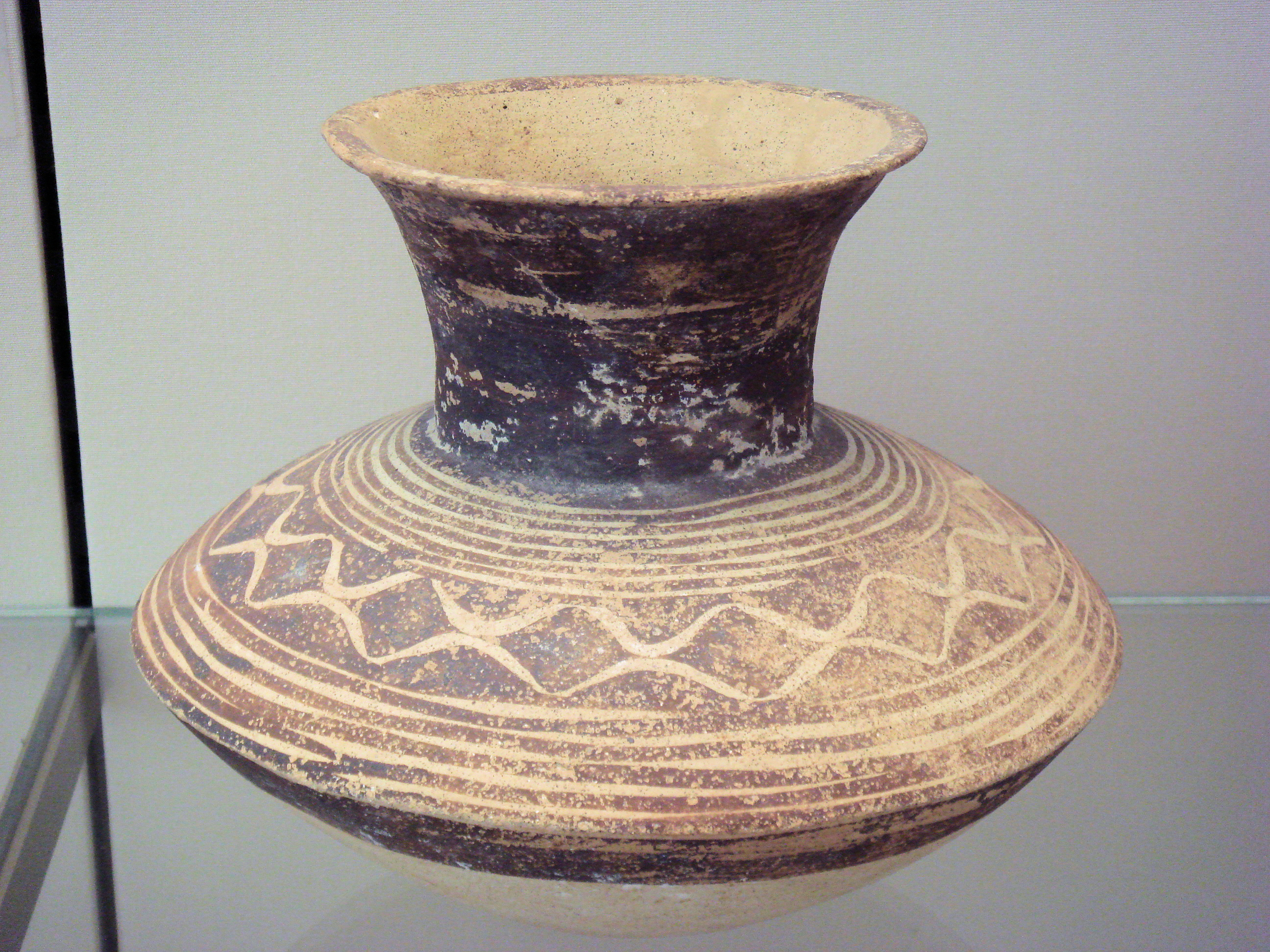
Poterie d'Obeid 3, 5300-4700 BC, Musée du Louvre, AO 29598[38].
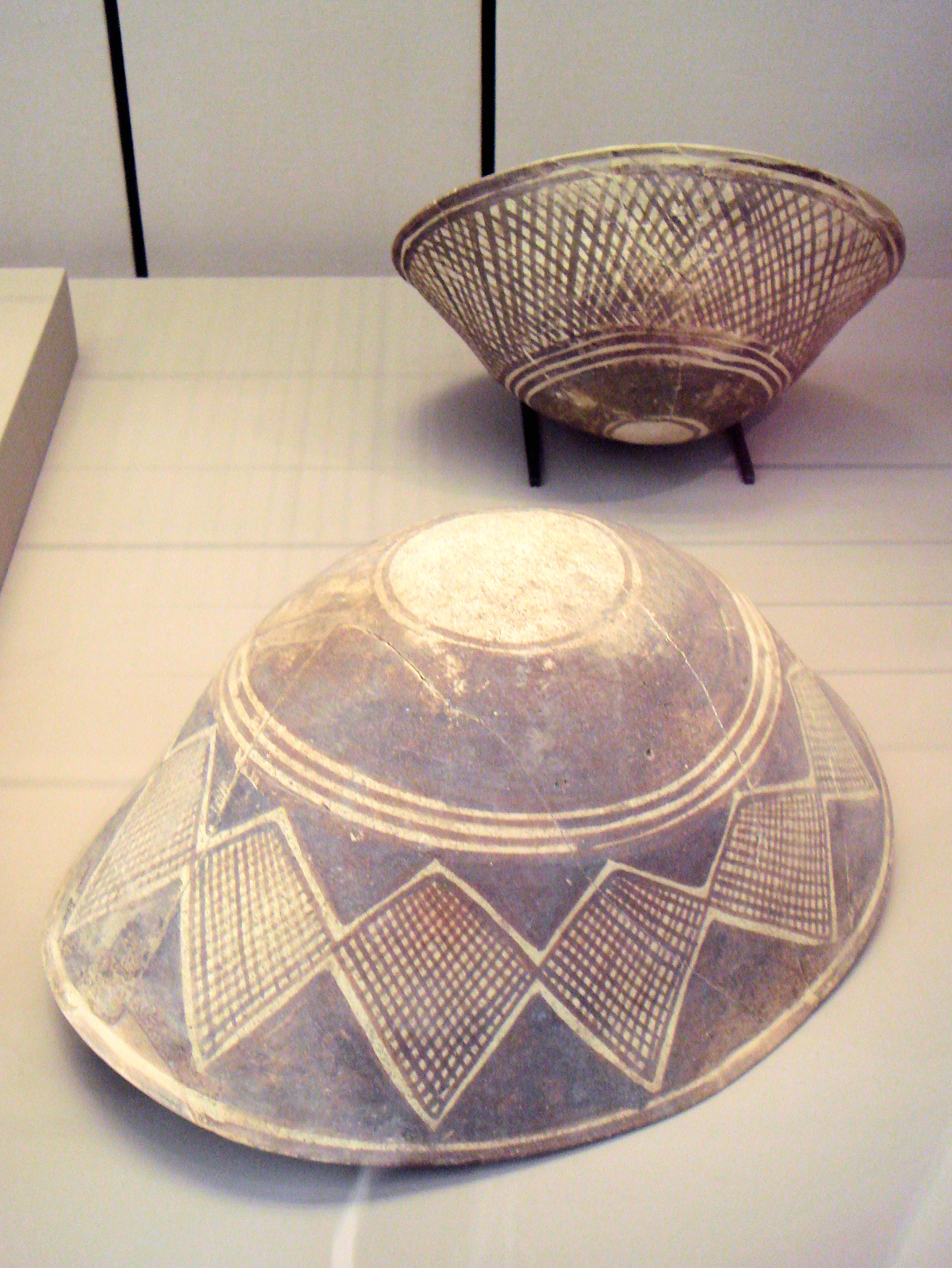
Poterie d'Obeid 3 campaniforme, 5300-4700 BC, Musée du Louvre.
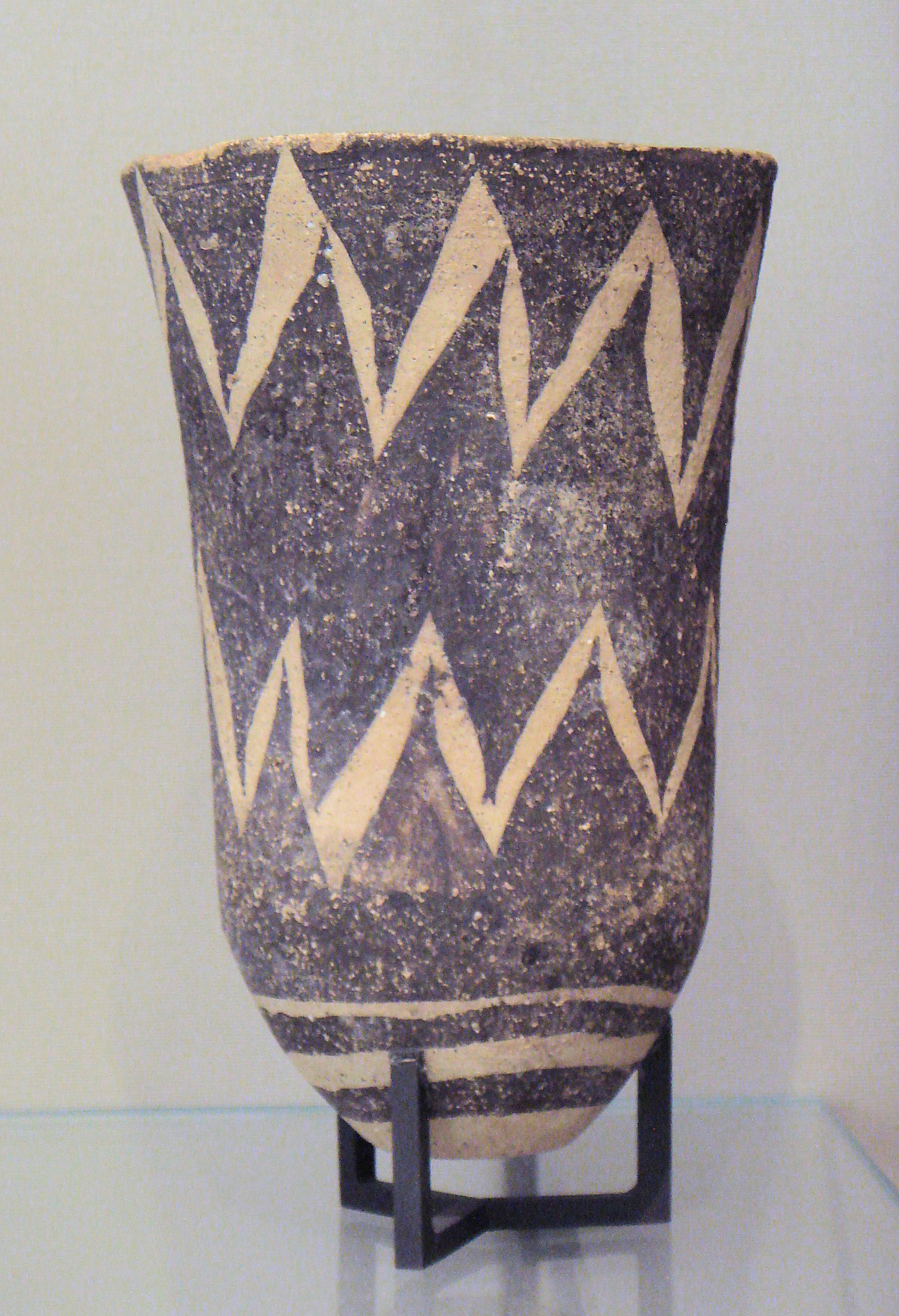
Poterie d'Obeid 3, 5300-4700 BC, Musée du Louvre, AO 29616[39].
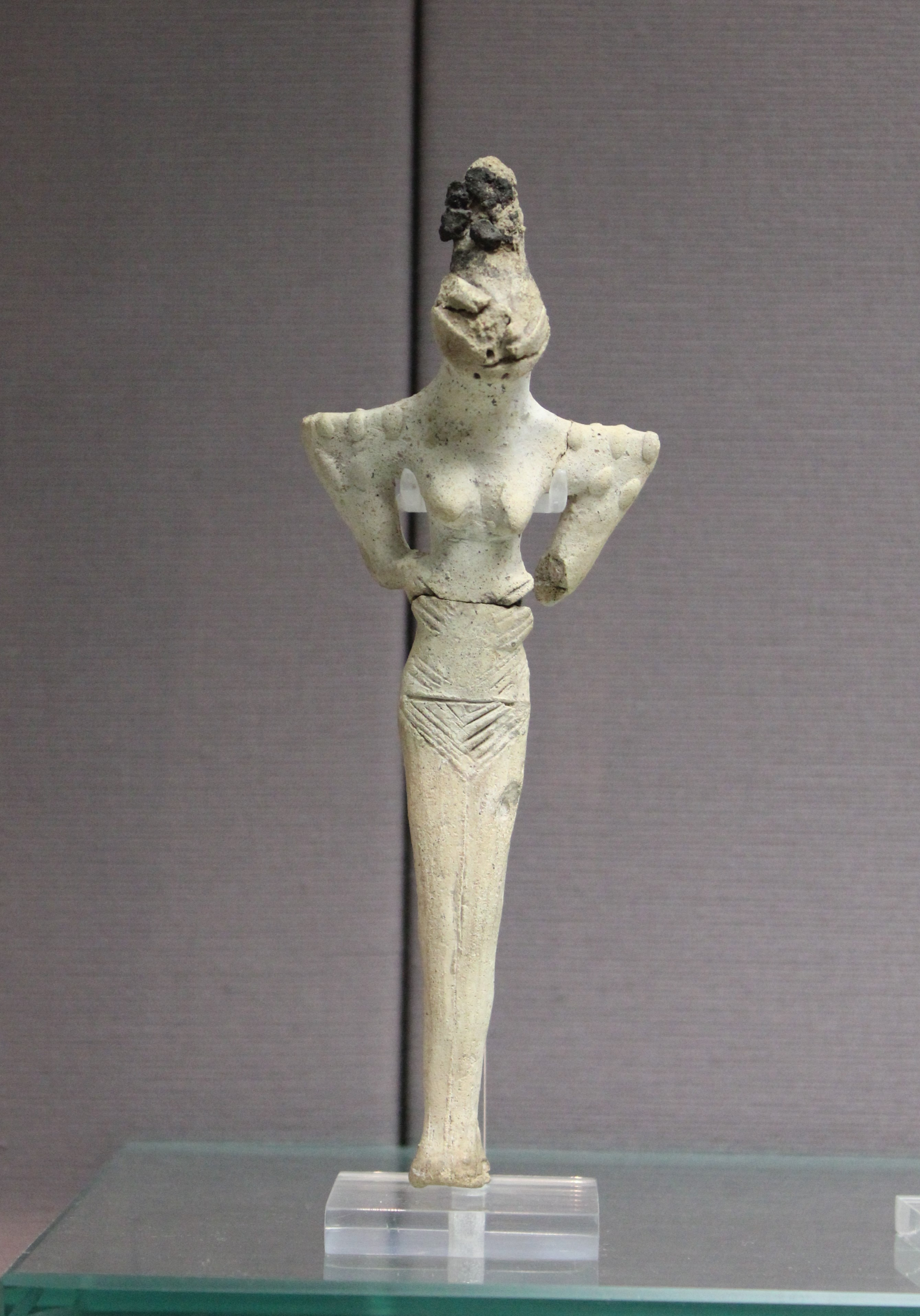
Figurine reptilienne de la période d'Obeïd, Ur (Mésopotamie), actuel Irak.
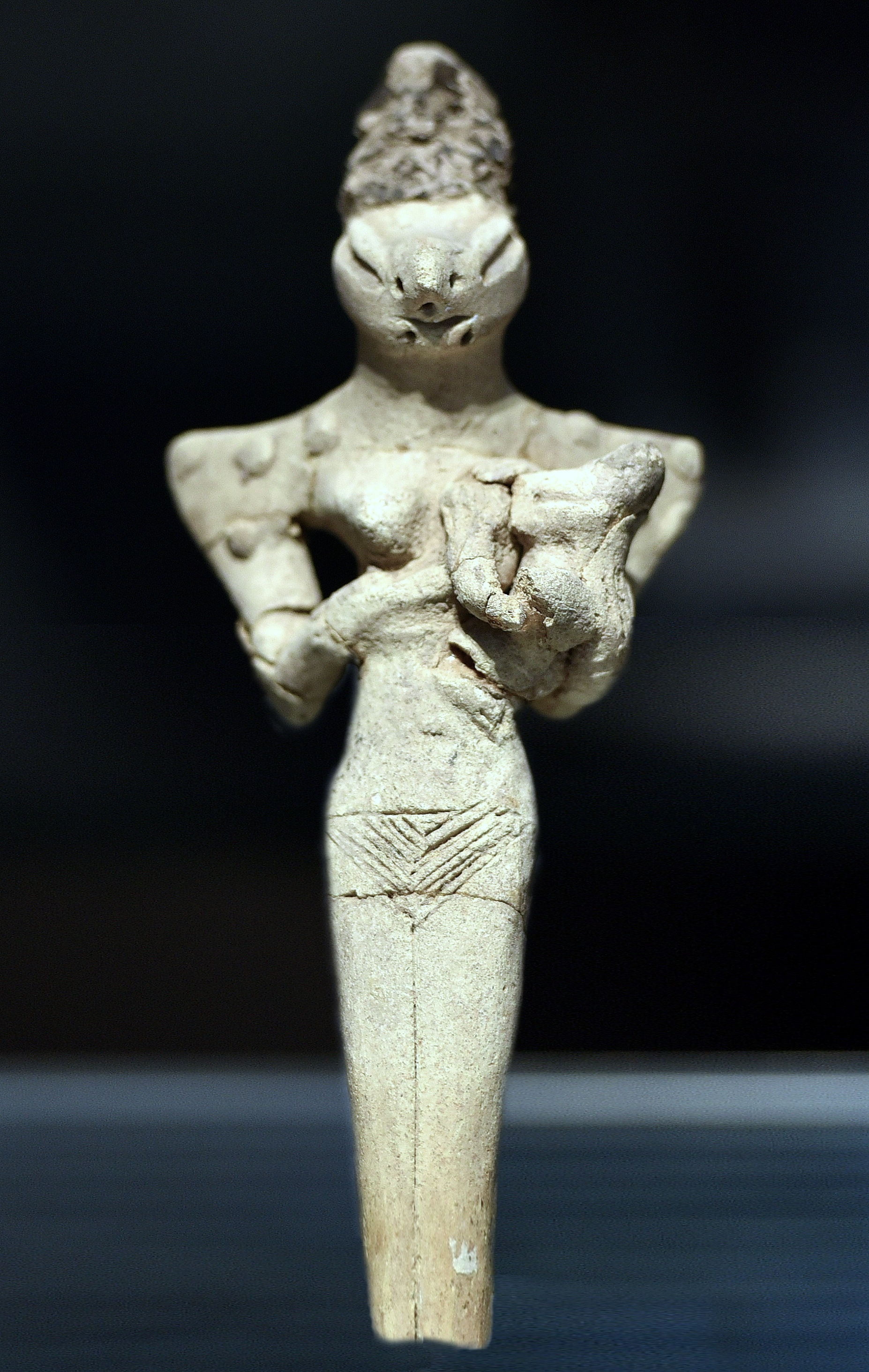
Femme nue à tête de lézard allaitant un enfant, Ur, Irak, environ 4000 BC, Musée national d'Irak.
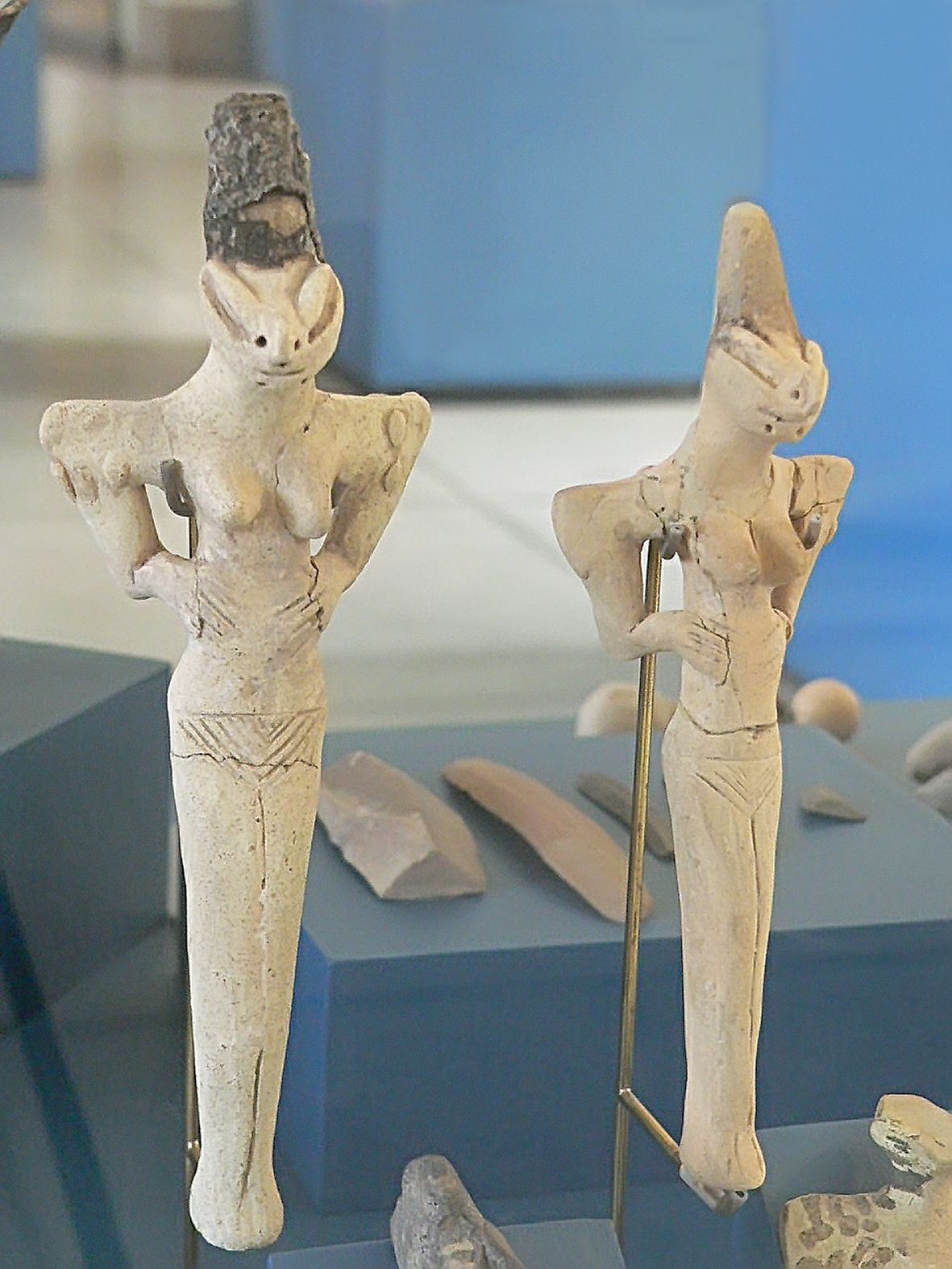
Deux figurines féminines à coiffure en bitume, céramique, Ur, Irak, période d'Obeid 4, 4500-4000 BC.

### Obeïd IV/V (v. 4200 av. J.-C. - v. 3750 av. J.-C.)
À la fin de la période d’Obeïd apparaissent peut-être les premiers exemples de temples (il semble contesté que ce soient des temples,) à Eridu (niveau VIII-VI) et peut-être à Uruk. Au moment de la naissance des cités, Uruk offre un seul édifice religieux[réf. nécessaire], le « Temple Blanc » édifié sur une haute terrasse. Pour la même période on connaît le « Temple Peint » de Tell Uqair. Ces premiers « temples » présentent tous les mêmes caractéristiques : ils sont édifiés sur une terrasse et formés d’un bâtiment tripartite avec accès majeur sur un long côté. Les installations cultuelles sont composées d’un podium placé contre l’un des petits côtés de la salle centrale et, dans l’axe de celle-ci, face au podium, d’une table d’« offrandes ». Les salles latérales ont pu servir de « sacristies », mais certaines étaient occupées par des escaliers qui menaient à l’étage supérieur.
L’agriculture irriguée permet des concentrations de population. Eridu couvre probablement dix hectares avec une population de 4 000 habitants. 
La période d'Uruk (d'environ 3700 à 2900 av. J.-C.) succède à celle d'Obeïd en Mésopotamie.
C'est durant la période d'Obeïd que commence à apparaître une hiérarchisation sociale, attestée par le fait que les maisons n'ont pas toutes la même taille (certaines faisant plus de 200 m2). Cette différenciation ne se retrouve pas dans les rites funéraires.
L'époque voit apparaître de plus en plus d'artisans spécialisés, notamment en poterie ou en métallurgie du cuivre à partir de -4500. Dans le nord de la Mésopotamie, les échanges commerciaux sont nombreux. On y a ainsi retrouvé des traces de l'importation de lapis-lazuli des montagnes de l'actuel Afghanistan, de cornaline de l'actuel Iran, de cuivre et d'obsidienne d'Anatolie ou encore de turquoise, d'hématite et de diorite.

#### Préhistoire de la Mésopotamie
- Jean-Louis Huot, Les premiers villageois de Mésopotamie : du village à la ville, Paris, Armand Collin, 1994
- Jean-Daniel Forest, Mésopotamie : L'apparition de l'État, VIIe-IIIe millénaires, Paris, Paris-Méditerranée, 1996
- (en) Petr Charvát, Mesopotamia Before History, Londres et New York, Routledge, 2002
- (en) Joan Oates, « Southern Mesopotamia », dans D. T. Potts, A Companion To The Archealogy Of The Ancient Near East, Oxford, Blackwell Publishing Ltd., 2012, p. 466-484
- (en) Joan Oates, « Prehistory and the Rise of Cities in Mesopotamia and Iran », dans Colin Renfrew (dir.), The Cambridge World Prehistory, Cambridge, Cambridge University Press, 2014, p. 1474-1497.
- Pascal Butterlin, Architecture et société au Proche-Orient ancien : Les bâtisseurs de mémoire en Mésopotamie (7000-3000 av. J.-C.), Paris, Picard, 2018

#### Période d'Obeïd
- (en) Brian L. Preasnall, « Ubaid », dans Peter N. Peregrine et Melvin Ember, Encyclopedia of Prehistory: Volume 8: South and Southwest Asia, Springer Science & Business Media, 2003, p. 372-390
- (en) Augusta McMahon, « ʿUbaid-Kultur, -Keramik (ʿUbaid culture, ʿUbaid ceramics) », dans Reallexikon der Assyriologie und Vorderasiatischen Archäologie, vol. XIV, 2014-2016, p. 261-265
- (en) Robert A. Carter et Graham Philip, Beyond the Ubaid : Transformation and Integration in the Late Prehistoric Societies of the Middle East, Chicago, The Oriental Institute of the University of Chicago, 2010 (lire en ligne)